# Anna Melsztyńska
Anna z Melsztyńskich herbu Leliwa primo voto Kamieniecka, secundo voto Radzimicka, kasztelanówna zwichojska, żupnikowa przemyska, kasztelanowa sandomierska, wojewodzina sandomierska i krakowska, hetmanowa wielka koronna, starościna bełska, sanocka, czchowska i krakowska – córka Spytka Melsztyńskiego (zm. ok. 1503), żona pierwszego hetmana wielkiego koronnego Mikołaja Kamienieckiego herbu Pilawa, po jego śmierci Adama z Radzimic. Zmarła bezpotomnie.